# Брад Гарет
Брад Гарет (на английски: Brad Garrett) (роден Брад Х. Гърстънфелд (на английски: Brad H. Gerstenfeld) на 14 април 1960 г.) е американски актьор и комик. Известен е най-вече с ролята си на Робърт Бароун в ситкома „Всички обичат Реймънд“.
Активно се занимава с озвучаване на анимационни филми и сериали. Гарет озвучава Голямото глупаво куче в „2 глупави кучета“, Грийспит в „Мишки рокери от Марс“, Шишко в „Каспър“ (сезон 1-2), Лобо и Бибо в „Супермен: Анимационният сериал“, Плонд в „Търсенето на Немо“ и други.